# Pro League 2017-18
La temporada 2017-18 es la 115.ª temporada de la Primera División de Bélgica la máxima categoría del fútbol profesional en Bélgica. El torneo comenzó el 28 de julio de 2017 y finalizara el 27 de mayo de 2018. El campeón del torneo fue Brujas.

## Ascensos y descensos
| Pos. | de la Pro League 2016-17 |
| ---- | ------------------------ |
| 16.º | KVC Westerlo             |

| Pos. | de la Segunda División de Bélgica 2016-17 |
| ---- | ----------------------------------------- |
| 2.º  | Royal Antwerp FC                          |

## Equipos participantes
| Club                 | Ciudad       | Estadio                       | Capacidad |
| -------------------- | ------------ | ----------------------------- | --------- |
| R.S.C. Anderlecht    | Bruselas     | Estadio Constant Vanden Stock | 21,000    |
| R. Charleroi SC      | Charleroi    | Estadio del País de Charleroi | 14,000    |
| Club Brujas          | Brujas       | Estadio Jan Breydel           | 29,042    |
| Genk                 | Genk         | Luminus Arena                 | 24,956    |
| K. A. A. Gante       | Gante        | Ghelamco Arena                | 19,999    |
| KV Kortrijk          | Kortrijk     | Guldensporen Stadion          | 9,399     |
| KV Oostende          | Ostende      | Albertpark                    | 8,000     |
| Royal Antwerp        | Amberes      | Bosuilstadion                 | 16.649    |
| KSC Lokeren          | Lokeren      | Daknamstadion                 | 9,560     |
| RKV Malinas          | Malinas      | Stadion Achter de Kazerne     | 13,213    |
| Royal Excel Mouscron | Mouscron     | Stade Le Canonnier            | 10,571    |
| Sint-Truidense       | Sint-Truiden | Stayen                        | 14,600    |
| Standard Lieja       | Lieja        | Estadio Maurice Dufrasne      | 28,278    |
| Waasland-Beveren     | Beveren      | Freethiel Stadion             | 8,190     |
| Zulte Waregem        | Waregem      | Regenboogstadion              | 9,540     |
| Eupen                | Eupen        | Kehrweg Stadion               | 8,363     |

### Equipos por provincias
| Provincia          | N.º | Equipos                                         |
| ------------------ | --- | ----------------------------------------------- |
| Flandes Occidental | 4   | Club Brujas, Kortrijk, Oostende y Zulte Waregem |
| Flandes Oriental   | 3   | Gante, Lokeren y Waasland-Beveren               |
| Amberes            | 2   | Malinas y Amberes                               |
| Henao              | 2   | Charleroi y Mouscron                            |
| Limburgo           | 2   | Genk y Sint-Truiden                             |
| Lieja              | 2   | Standard Lieja y Eupen                          |
| Bruselas-Capital   | 1   | R.S.C. Anderlecht                               |

## Tabla de posiciones

### Temporada regular
Actualizado el 11 de marzo del 2018.
| Pos. | Equipo            | Pts. | PJ | G  | E  | P  | GF | GC | Dif. | Clasificación o descenso                  |
| ---- | ----------------- | ---- | -- | -- | -- | -- | -- | -- | ---- | ----------------------------------------- |
| 1    | Brujas            | 67   | 30 | 20 | 7  | 3  | 68 | 33 | +35  | Clasificación al Grupo Campeonato         |
| 2    | R.S.C. Anderlecht | 55   | 30 | 16 | 7  | 7  | 49 | 42 | +7   | Clasificación al Grupo Campeonato         |
| 3    | Charleroi         | 51   | 30 | 13 | 12 | 5  | 46 | 30 | +16  | Clasificación al Grupo Campeonato         |
| 4    | Gent              | 50   | 30 | 14 | 8  | 8  | 45 | 27 | +18  | Clasificación al Grupo Campeonato         |
| 5    | Genk              | 44   | 30 | 11 | 11 | 8  | 44 | 36 | +8   | Clasificación al Grupo Campeonato         |
| 6    | Standard Lieja    | 44   | 30 | 11 | 11 | 8  | 43 | 41 | +2   | Clasificación al Grupo Campeonato         |
| 7    | Kortrijk          | 42   | 30 | 12 | 6  | 12 | 42 | 39 | +3   | Clasificación a Europa League playoffs    |
| 8    | Antwerp           | 41   | 30 | 10 | 11 | 9  | 38 | 40 | −2   | Clasificación a Europa League playoffs    |
| 9    | Zulte Waregem     | 37   | 30 | 11 | 4  | 15 | 47 | 52 | −5   | Clasificación a Europa League playoffs    |
| 10   | Sint-Truiden      | 37   | 30 | 9  | 10 | 11 | 29 | 41 | −12  | Clasificación a Europa League playoffs    |
| 11   | Oostende          | 36   | 30 | 10 | 6  | 14 | 42 | 41 | +1   | Clasificación a Europa League playoffs    |
| 12   | Waasland-Beveren  | 35   | 30 | 9  | 8  | 13 | 50 | 51 | −1   | Clasificación a Europa League playoffs    |
| 13   | Lokeren           | 31   | 30 | 8  | 7  | 15 | 33 | 49 | −16  | Clasificación a Europa League playoffs    |
| 14   | Excel Mouscron    | 30   | 30 | 8  | 6  | 16 | 40 | 59 | −19  | Clasificación a Europa League playoffs    |
| 15   | Eupen             | 27   | 30 | 6  | 9  | 15 | 40 | 57 | −17  | Clasificación a Europa League playoffs    |
| 16   | Mechelen          | 27   | 30 | 6  | 9  | 15 | 31 | 49 | −18  | Descenso a la Segunda División de Bélgica |

 Fuente: Belgian First Division A (en neerlandés), Soccerway
Criterios de clasificación: 1) Puntos; 2) puntos entre sí; 3) diferencia de goles; 4) Goles marcados.

## Grupo campeonato
- Los puntos obtenidos durante la temporada regular se reducen a la mitad (y se redondean en caso de puntuación impar) antes del inicio de la postemporada.

Actualizado final el 20 de mayo de 2018
| Pos. | Equipo         | Pts. | PJ | G | E | P | GF | GC | Dif. | Clasificación                                                 |
| ---- | -------------- | ---- | -- | - | - | - | -- | -- | ---- | ------------------------------------------------------------- |
| 1    | Brujas (C)     | 46   | 10 | 3 | 3 | 4 | 17 | 12 | +5   | Clasifica a Liga de Campeones de la UEFA 2018-19              |
| 2    | Standard Lieja | 43   | 10 | 6 | 3 | 1 | 20 | 9  | +11  | Clasifica a Liga de Campeones de la UEFA 2018-19              |
| 3    | Anderlecht     | 40   | 10 | 4 | 0 | 6 | 12 | 15 | −3   | Fase de grupos de la Liga Europa de la UEFA 2018-19           |
| 4    | Gent           | 39   | 10 | 4 | 2 | 4 | 8  | 8  | 0    | Segunda fase clasificatoria de Liga Europa de la UEFA 2018-19 |
| 5    | Genk           | 38   | 10 | 4 | 4 | 2 | 13 | 13 | 0    | Clasifica a Europa League playoff final                       |
| 6    | Charleroi      | 34   | 10 | 2 | 2 | 6 | 9  | 22 | −13  |                                                               |

 Fuente: Soccerway
Criterios de clasificación: 1) Puntos; 2) puntos entre sí; 3) diferencia de goles; 4) Goles marcados.

## Play-off Liga Europa

### Grupo A
En el grupo A juegan los equipos clasificados en los puestos 7.º, 9.º, 12.º y 14.º de la temporada regular; además del primer y tercer clasificado de la Primera División B.
| Pos. | Equipo           | Pts. | PJ | G | E | P | GF | GC | Dif. | Clasificación                               |
| ---- | ---------------- | ---- | -- | - | - | - | -- | -- | ---- | ------------------------------------------- |
| 1    | Zulte Waregem    | 28   | 10 | 9 | 1 | 0 | 35 | 8  | +27  | Clasifica a Europa League playoff semifinal |
| 2    | Kortrijk         | 19   | 10 | 6 | 1 | 3 | 18 | 12 | +6   |                                             |
| 3    | Excel Mouscron   | 14   | 10 | 4 | 2 | 4 | 18 | 16 | +2   |                                             |
| 4    | OH Leuven        | 9    | 10 | 2 | 3 | 5 | 12 | 18 | −6   |                                             |
| 5    | Waasland-Beveren | 8    | 10 | 2 | 2 | 6 | 12 | 23 | −11  |                                             |
| 6    | Lierse           | 7    | 10 | 2 | 1 | 7 | 7  | 25 | −18  |                                             |

 Fuente: 
Criterios de clasificación: 1) Puntos; 2) puntos entre sí; 3) diferencia de goles; 4) Goles marcados.

### Grupo B
En el grupo B juegan los equipos clasificados en los puestos 8.º, 10.º, 11.º, 13.º y 15.º de la temporada regular; además del segundo clasificado de la Primera División B.
| Pos. | Equipo            | Pts. | PJ | G | E | P | GF | GC | Dif. | Clasificación                               |
| ---- | ----------------- | ---- | -- | - | - | - | -- | -- | ---- | ------------------------------------------- |
| 1    | Lokeren           | 21   | 10 | 6 | 3 | 1 | 21 | 11 | +10  | Clasifica a Europa League playoff semifinal |
| 2    | Sint-Truiden      | 17   | 10 | 5 | 2 | 3 | 22 | 15 | +7   |                                             |
| 3    | Antwerp           | 14   | 10 | 4 | 2 | 4 | 13 | 16 | −3   |                                             |
| 4    | Oostende          | 14   | 10 | 3 | 5 | 2 | 21 | 18 | +3   |                                             |
| 5    | Eupen             | 8    | 10 | 2 | 2 | 6 | 11 | 21 | −10  |                                             |
| 6    | Beerschot Wilrijk | 7    | 10 | 1 | 4 | 5 | 14 | 21 | −7   |                                             |

 Fuente: 
Criterios de clasificación: 1) Puntos; 2) puntos entre sí; 3) diferencia de goles; 4) Goles marcados.

### Semifinal playoff
Los primeros clasificados de los dos grupos jugarán a partido único en el campo del equipo mejor clasificado en la temporada regular. El ganador se clasifica a la final para optar a un puesto en la tercera ronda clasificatoria de la Liga Europa 2018–19.
| 23 de mayo de 2018 | Zulte Waregem                                                     | 2:2 (0:0, 1:1) (t. s.)(4:3 p.) | Lokeren                                                           | Regenboogstadion, Waregem        |                                  |
|                    | - Davy De Fauw 90+3' - Šaponjić 114'                              | Reporte                        | - 89' José Cevallos - 96' Mareček                                 | Árbitro(s): Sébastien Delferiere | Árbitro(s): Sébastien Delferiere |
|                    |                                                                   | Tiros desde el punto penal     |                                                                   |                                  |                                  |
|                    | - Derijck - Davy De Fauw - Brian Hamalainen - Šaponjić - Harbaoui |                                | - Skúlason - Joher Khadim - Mareček - Robin Söder - José Cevallos |                                  |                                  |

### Final playoff
El vencedor de la semifinal y el cuarto o quinto clasificado del playoff por el título (depende del campeón de Copa) jugarán un partido para decidir el equipo que se clasifica para la UEFA Europa League 2018-19.
| 27 de mayo de 2018 | Genk                              | 2:0 (2:0) | Zulte Waregem | Luminus Arena, Genk |  |
|                    | - Mbwana Samatta 18' - Uronen 28' |           |               |                     |  |

## Goleadores
- Actualizado el 20 de mayo de 2018.
| Pos. | Jugador            | Club               | Goles |
| ---- | ------------------ | ------------------ | ----- |
| 1    | Hamdi Harbaoui     | Zulte Waregem      | 22    |
| 2    | Teddy Chevalier    | KV Kortrijk        | 21    |
| 3    | Isaac Kiese Thelin | Waasland-Beveren   | 19    |
| 4    | Kaveh Rezaei       | Sporting Charleroi | 16    |
| 5    | Lukasz Teodorczyk  | R.S.C. Anderlecht  | 15    |
| 5    | Abdoulay Diaby     | Brujas             | 15    |